# Gobio battalgilae
Gobio battalgilae är en fiskart som beskrevs av Naseka, Erk'akan och Küçük 2006. Gobio battalgilae ingår i släktet Gobio och familjen karpfiskar. Inga underarter finns listade i Catalogue of Life.